# Johann Andreas Laff
Johann Andreas Laff (auch Baron Laffort, * 1707 in Wittingau, Böhmen, Heiliges Römisches Reich; † 24. Oktober 1786 in Großsanktnikolaus, Österreich-Ungarn) war Administrationsbeamter der Kron- und Kammerdomäne Temescher Banat.

## Leben und Wirken
Als k.k. Administrationsbeamter wirkte Johann Andreas Laff bei der habsburgischen Kolonisation des Banats mit. Unter seiner Oberaufsicht wurden folgende Ortschaften im Banat durch die Ansiedlung von deutschen Kolonisten aus dem Reich erweitert:
- Großsanktnikolaus
- Perjamosch
- Tschanad mit 139 Familien[1]

1778 wurde Laff als Beamter des Distrikts Tschanad pensioniert.